# Оленьов Павло Олексійович
Павло́ Олексі́йович Оленьо́в (рос. Павел Алексеевич Оленёв; нар. 25 січня 1898 — пом. 19 січня 1964) — радянський російський актор театру і кіно. Заслужений артист РРФСР (1949).

## Біографія
Народився 25 січня 1898 року в місті Москва.
У 1926 році закінчив Вищі драматичні курси при Малому театрі. Працював у театрі Всесоюзної професійної спілки працівників мистецтв (РАБІС).
З 1926 року — актор студії Малого театру (з 1932 року — Нового театру). З 1935 року — актор Малого театру. На сцені до 1959 року. За цей час зіграв десятки ролей, ставши улюбленцем театральної Москви.
В кінематографі дебютував у 1932 році у фільмі «Справи і люди». Характерний і комедійний актор, без участі якого обходилась рідко яка комедія у 1930-х роках.
Помер 19 січня 1964 року. Похований на Ваганьковському цвинтарі Москви.

## Нагороди і почесні звання
- Орден «Знак Пошани» (26.10.1949)[1];
- Заслужений артист РРФСР (1949).

## Фільмографія
- 1932 — «Справи і люди» — Перепьолкін
- 1934 — «Кохання Олени» — Ваня
- 1936 — «Ув'язнені» — Саша
- 1938 — «Волга-Волга» — дядя Кузя, водовіз
- 1939 — «У пошуках радості» — Митька Спірін
- 1939 — «Дівчина з характером» — Бобрик, директор магазину хутра
- 1939 — «Ніч у вересні»  — епізод
- 1940 — «Світлий шлях» — Курнаков, помічник майстра
- 1941 — «На путях» (короткометражний) — Бриндін
- 1941 — «Справжній патріот» (короткометражний)
- 1946 — «Перша рукавичка» — Савеліч на арені
- 1946 — «Синьогорія» — Дрон Садова голова
- 1947 — «Сільська вчителька» — Єгор Петрович, шкільний сторож
- 1948 — «Дорогоцінні зерна»
- 1950 — «Далеко від Москви» — Мерзляков
- 1951 — «Спортивна честь» — епізод
- 1953 — «Варвари» — Гриць Редозубов
- 1956 — «Крила» — Пилип
- 1963 — «Мелодії Дунаєвського» (кіномонографія)